# Antífanes de Delos
Antífanes de Delos (en llatí Antiphanes, en grec antic Ἀντιφάνης) va ser un metge grec nascut a Delos que mencionen Celi Aurelià i Galé, i que va viure probablement al segle ii.
Climent d'Alexandria, que també en parla, diu que atribuïa tots els mals dels homes a la excessiva varietat del seu menjar.